# Pachyarthra asiatica
Pachyarthra asiatica är en fjärilsart som beskrevs av Petersen 1959. Pachyarthra asiatica ingår i släktet Pachyarthra och familjen äkta malar.
Artens utbredningsområde är Afghanistan. Inga underarter finns listade i Catalogue of Life.